# Sideways (альбом)
Sideways — альбом канадського рок-гурту Men Without Hats, що вийшов у світ 30 квітня 1991 року. 

## Пісні
1. Sideways
2. Fall Down Gently
3. In the Meadow
4. The Van der Graaf Generation Blues
5. Nadine
6. Everybody Wants to Know
7. I am the Walrus
8. KENBARBIELOVE
9. Lost Forever
10. Life After Diamond Head
11. Love All Over the World
12. Harry Crews

## Музиканти
- Іван Дорощук - вокал
- Фелікс Матт - соло-гітара
- Джон Кастнер - рітм-гитара
- Стефан Дорощук - басс, бек-вокал
- Мішель Лангевен - барабани
- Колін Дорощук - клавішні